# The Logical Song
The Logical Song és una cançó del grup de rock anglès Supertramp que va ser llançada com a single del seu àlbum Breakfast in America el març de 1979. Escrita per Roger Hodgson, va basar la lletra en les seves experiències personals quan de petit va estar en un internat. La cançó es va convertir en el major èxit de Supertramp, arribant al número 7 dels UK Single Charts al Regne Unit i al número 6 de les llista nord-americana Billboard Hot 100. El 2002, una versió del grup alemany de música dance Scooter va tornar la cançó al top 10 de diversos països europeus, va arribar al número 2 al Regne Unit i va ser certificada d'or per la BPI amb més de 400.000 còpies i èssent el 15è senzill més venut del 2002.
Com en una altra cançó famosa de 1979, "Another Brick In The Wall (part II)", aquesta cançó es una crítica al sistema educatiu anglès. Segons Hodgson "Ens ensenyen a funcionar exteriorment, però no se'ns ensenya qui som i quin és realment el veritable propòsit de la vida. La sorpresa, la meravella naturals, l'entusiasme i l'alegria de vida que tenen els nens petits, es perd... "

## Història
The Logical Song escrita per Roger Hodgson, està basada en la seva experiència personal quan als 12 anys el van enviar a un internat arrel de la separació dels seus pares. Hodgson havia treballat en la cançó durant les proves de só i havia completat la lletra i l'arranjament sis mesos abans de proposar-la a la banda per a l'àlbum. El 1980, Hodgson va ser homenatjat amb el Premi Ivor Novello de l'Acadèmia Britànica de Compositors per The Logical Song aconsseguint el guardó a la millor cançó tant musicalment com líricament. The Logical Song també té la distinció de ser una de les lletres més ensenyades a les escoles britàniques.
Hodgson ha dit sobre el significat de la cançó: "va néixer de les meves preguntes sobre el que realment importa a la vida. Al llarg de la infància se'ns ensenya totes aquestes maneres de ser i, tanmateix, poques vegades se'ns diu res del nostre veritable jo. Ens ensenyen a funcionar per fora i a ser molt intel·lectuals, però no ens diuen com actuar amb la nostra intuïció o amb el nostre cor ni ens donen realment una explicació plausible del que va la vida...qui sóc jo?...Crec que aquesta eterna pregunta continua afectant profundament a molta gent de tot el món i continua sent tan significativa."
Hodgson va invertir molt de temps en la lletra. "Vaig haver de pensar en totes les paraules acabades en "able"..."Així que va ser l'única vegada que vaig consultar un diccionari a l'hora d'escriure una cançó". I per a la música, la seva atenció als detalls va resultar obsesiva. El riff de piano elèctric es va convertir en la base de la cançó. "Tenia una sensació molt rítmica que em va agradar molt."
Per tal de donar un efecte a la part de la canço que diu "d-d-digital" van afegir el so pre-gravat d'un joc de futbol de la Mattel que indicava que un jugador havia perdut el control de la pilota. Aquest efecte es identificable gairebé al final de la cançó just després que Hodgson canti la paraula "digital".

## Rebuda i critíques musicals
La revista Rolling Stone va anomenar-la com una "petita obra mestra" lloant el saxo i l"humor meravellosament irònic" de la cançó.
El 1979, se li va demanar a Paul McCartney que anomenés la seva cançó favorita de l'any, i va escollir The Logical Song.
En una crítica retrospectiva del portal Ultimate Classic Rock la va definir com una "descarada cancó pop de caràcter Beatlesque".
La cançó va ser un èxit arribant al número 7 al Regne Unit i al número 6 als Estats Units. La cançó també va passar dues setmanes al número 1 del canadenc RPM Singles Chart, va ser la millor cançó de l'any, i va ser certificada de Platí al Canadà. Va romandre tres mesos al Billboard Hot 100 a mitjans de 1979.